# Fluglina
Fluglinan är själva kastvikten vid flugfiske. Vikten på linan anges enligt AFTM-systemet.
I flugfiskets barndom tillverkades linorna av silke, men numera tillverkas de uteslutande av plastmaterial. Plastlinor tillverkas i flera olika modeller. Vanligast numera är klumplinan (WF = weight forward) emedan tidigare var den dubbeltaperade (DT = double taper) populärast. Under 1950-talet experimenterades med sk. shooting head (ST) som i praktiken är en kapad DT-lina som skarvats med en tunnare skjutlina. På senare år har shootinglinan (skjutklumpar) blivit mycket populära då man med moderna spön i kolfiber (grafit) kan kasta mycket långt med dessa linor. Det finns även wf-linor med mycket lång klump sk. "Long Belly" (LB).
Fluglinorna är 0,5–2 mm tjocka och färgade, kan vara sjunkande, flytande eller blandat då främre delen sjunker. För att fästa flugan i fluglinan måste fluglinans spets skarvas med en flugtafs som är avsmalnande mot spetsen.